# یواس‌اس تاواسا (ای‌تی-۹۲)
یواس‌اس تاواسا (ای‌تی-۹۲) (به انگلیسی: USS Tawasa (AT-92)) یک کشتی بود که طول آن ۲۰۵ فوت (۶۲ متر) بود. این کشتی در سال ۱۹۴۳ ساخته شد.